# كيفن يونغ (شاعر)
كيفن يونغ (بالإنجليزية: Kevin Young)‏ هو شاعر أمريكي، ولد في 8 نوفمبر 1970 في لنكن في الولايات المتحدة.

## وصلات خارجية
- كيفن يونغ على موقع ميوزك برينز (الإنجليزية)
- كيفن يونغ على موقع ديسكوغز (الإنجليزية)